# Сібе Шаап
Сібе Шаап (нар. 20 травня 1946 року) — нідерландський політик та філософ, викладач Вільного університету Амстердама та Карлового університету Праги. Фахівець з водних ресурсів.

## Політична кар'єра
Шаап був членом групи D66 в нижній палаті (1981 — 1986 роки) і членом міської ради Бредервіде (1980 — 1984).
Активний учасник фракції нідерландської партії VVD з 1988 року (до цього — D66 з 1986 року).
Сенатор з 2007 року.
Згодом був головою Водного партнерства Нідерландів і Комітету з питань генетичної модифікації, який очолює дотепер.
В ході Консультативного референдуму 2016 року щодо України виступав за підтвердження Угоди про асоціацію на посаді сенатора.

## Громадська та наукова робота
Здобув економічну, соціологічну і філософську освіту. З 1979 року доцент Вільного університету Амстердама, який закінчив у 1973 році. Його дисертація стосувалась проблематики неомарксизму.
В 1990-х роках був лектором з філософії в Карловому університеті, де пройшов габілітацію й захистив роботу на тему ресентименту у роботах Ніцше. Є автором низки книг з політичної філософії.
Провадить консультативну діяльність у галузі водного господарства в різних країнах світу, зокрема щодо боротьби з повенями, зрошування та управління водними ресурсами. Наразі є професором водної політики і управління в Технічному університеті Дельфта.

### Діяльність в Україні
З 2008 року його книги регулярно виходять друком в Україні. В них автор звертається до питань політичної та релігійної філософії, зокрема ідей Фрідріха Ніцще, Теодора Адорно та філософів-неомарксистів. Особливу увагу приділяє поняттю ресентименту, його психологічним ефектам в модерних суспільствах, впливу на етичне життя окремої людини.
Останній цикл праць присвячений темі сучасного популізму: «Мстива отрута», «Детокс (ресентимент і політика)» та «Зваба популізмом: зворотна сторона ілюзії ідентичності». В них Сібе Шаап прослідковує наслідки глобальної тенденції до популізму, а також його витоки в пост-соціалістичній моделі авторитарного лідерства.

### Публікації в Україні
- Сибе Шаап. Человек как мера. Учение Ницше о ресентменте. — Київ: «Видавництво Жупанського», 2008. — 208 с. ISBN 978-966-96881-7-0
- Сібе Шаап. Нездатність забувати. Новий погляд Ніцше на питання про істину. (пер. з німецької О. Кислюка) — Київ: «Видавництво Жупанського», 2009. — 294 с. ISBN 978-966-96882-3-1
- Сібе Шаап. Здійснення філософії. Метафізичні претензії у мисленні Т. В. Адорно. — Київ: «Видавництво Жупанського», 2011. — 256 с. ISBN 978-966-2355-12-3
- Сібе Шаап. Прощання із Всемогутнім. Переоцінка етичного життя. — Київ: «Видавництво Жупанського», 2012. — 296 с. ISBN 978-966-2355-30-7
- Сібе Шаап. Мстива отрута. Ріст невдоволення. — Київ: «Видавництво Жупанського», 2015. — 224 с. ISBN 978-966-2355-56-7
- DETOX. Розмови з філософом: ресентимент та політика[5] у співавторстві з Наталією Погожевою читав лекції, де піднята проблема детоксикації українського суспільства після Майдану, тобто необхідності очищення від популізму[6].
- Сибе Шаап. Популистское искушение. Обратная сторона иллюзии идентичности — Київ: «Видавництво Жупанського», 2019. — 256 с. ISBN 978-617-7585-18-2